# Mikulášová
Mikulášová este o comună slovacă, aflată în districtul Bardejov din regiunea Prešov. Localitatea se află la altitudinea de 345 m deasupra n.m., se întinde pe o suprafață de 8 km2 și în 2017 număra 132 de locuitori.

## Istoric
Localitatea Mikulášová este atestată documentar din 1414.

## Demografie
| An:                | 1994 | 2004    | 2014    | 2024   |
| ------------------ | ---- | ------- | ------- | ------ |
| Număr de persoane: | 170  | 146     | 130     | 124    |
| Diferență:         |      | −14,11% | −10,95% | −4,61% |

| An:                | 2023 | 2024  |
| ------------------ | ---- | ----- |
| Număr de persoane: | 125  | 124   |
| Diferență:         |      | −0,8% |